# Dawn Martin
Dawn Martin (* 1976 in Dundalk) ist eine irische Popsängerin.

## Hintergrund
Die damalige Friseurin war Sängerin der Band A Good Choice. Nach einem Auftritt in der Radiosendung The George Jones Show des Senders BBC Radio Ulster wurde sie vom Komponisten Gerry Morgan entdeckt. Sie gewann den nationalen Vorentscheid und wurde daher beauftragt, Irland beim Eurovision Song Contest 1998 in Birmingham zu vertreten. Mit ihrem Popsong Is Always Over Now erreichte sie den neunten Platz.